# Битка при Требия
 Тази статия е за битката от Пуническите войни.  За битката от Наполеоновите войни вижте Битката при Требия (1799).  
| Картаген в синьо, Рим в червено |                    |   |                       |
| 1                               | картагенски лагер  | 2 | картагенска кавалерия |
| 3                               | картагенска пехота | 4 | Магон отдел           |
| 5                               | река Требия        | 6 | римска кавалерия      |
| 7                               | римска пехота      | 8 | римски лагер          |
| 9                               | река По            | 0 | крепост Плацентия     |

Битката при Требия (Trebia) е втората битка от Втората пуническа война между войските на Картаген с Ханибал и на Рим с командир консул Тиберий Семпроний Лонг през 218 пр.н.е. Битката при река Требия завършва с голяма загуба на римляните в Италия.
Войската на римляните се състои от 39 000 пехотинци и 4000 единици лека кавалерия. Ханибал участва с 20 000 пехотинци, 6000 единици тежка кавалерия и 37 бойни слона. Освен това Ханибал поставя брат си Магон с 1000 галски конници и с много пехотинци, скрити добре от гъстата гора, на своята дясна страна.
Древните историци смятат, че римляните загубват около 20 000 войници, между тях много благородници и почти цялата кавалерия. Победата на картагенците им струва също много. Те загубват не само галската наемна войска, а и много от по-старите си и опитни войници, които умират от раните си или от големия студ. Едновременно с това слоновете им се разболяват, с изключение на един, на който Ханибал язди през пролетта на 217 пр.н.е. към Арециум (Арецо).
Картагенците побеждават римляните и при следващта Битка при Тразименското езеро през 217 пр.н.е.